# Le Tonnerre de Dieu
Le Tonnerre de Dieu is een Franse film  van Denys de La Patellière die uitgebracht werd in 1965. 
De film is gebaseerd op de roman Qui m'emporte (1958) van Bernard Clavel.

## Verhaal
Brassac, een dierenarts, leeft samen met zijn vrouw op het platteland in de buurt van Nantes. Het huwelijk is kinderloos gebleven, wat de reden is van zijn drankmisbruik. Na een avondje uit brengt hij Simone, een jonge prostituee die hij in een bar ontmoet heeft, mee naar huis. Marie, zijn vrouw, kijkt niet al te verwonderd op want ze is ondertussen al een en ander gewoon vanwege haar echtgenoot die zich trouwens ook om zwerfhonden bekommert. 
Wanneer Marcel, Simone's pooier, op zijn landgoed opdaagt, maakt Brassac hem duidelijk dat hij Simone met rust moet laten. Simone neemt haar intrek bij het koppel. 
Op een dag wordt ze verliefd op de buurman. Na een tijdje merkt ze dat ze zwanger is. Dat blijde nieuws durft ze niet vertellen aan haar nieuwe beschermheer.

## Rolverdeling
| Acteur            | Personage                                     |
| ----------------- | --------------------------------------------- |
| Jean Gabin        | Léandre Brassac                               |
| Michèle Mercier   | Simone Leboucher                              |
| Lilli Palmer      | Marie Brassac                                 |
| Robert Hossein    | Marcel, de pooier, de 'beschermer' van Simone |
| Georges Géret     | Roger, de buur, een landbouwer                |
| Paul Frankeur     | Maurice, de brigadier                         |
| Ellen Schwiers    | Françoise, de zus van Roger                   |
| Nino Vingelli     | de cafébaas                                   |
| Louis Arbessier   | Bricard, de minister                          |
| Daniel Ceccaldi   | de pastoor                                    |
| Emma Danieli      | de rijke vrouw met de teckel                  |
| Hélène Tossy      | de cafébazin                                  |
| Léa Gray          | de ex-bordeelhoudster                         |
| Paul Pavel        | een vriend van Marcel                         |
| Danielle Durou    | een meisje                                    |
| Lydie Balmer      | een meisje                                    |
| Nicole Beuggrave  | en meisje                                     |
| Mireille Galot    | een meisje                                    |
| André Dalibert    | een klant van Simone                          |
| Edouard Francomme | de kelner van het restaurant                  |
| Franck Maurice    | de man die met koffers buitenkomt             |